# Hydroptila arethusa
Hydroptila arethusa är en nattsländeart som beskrevs av Malicky 1997. Hydroptila arethusa ingår i släktet Hydroptila och familjen smånattsländor. Inga underarter finns listade i Catalogue of Life.